# Liste der Bodendenkmale in Merzen
In der Liste der Bodendenkmale in Merzen sind die Bodendenkmale der niedersächsischen Gemeinde Merzen aufgeführt. Die Quelle ist der Denkmalatlas Niedersachsen.
- Bitte beachten Sie, dass diese Liste keinen Anspruch auf Vollständigkeit erhebt.
- Die Angaben ersetzen nicht die rechtsverbindliche Auskunft der zuständigen Denkmalschutzbehörde.
- Es sind nur Daten aus dem Denkmalatlas verarbeitet.
- Der Stand der Liste ist der 17. Mai 2025.

Merzen im Landkreis Osnabrück

## Allgemein
In den Spalten finden sich folgende Informationen des Bodendenkmales:
| Lage         | geographische Koordinaten                                                           |
| Bezeichnung  | Bezeichnung lt. Denkmalatlas                                                        |
| Beschreibung | Beschreibung lt. Denkmalatlas                                                       |
| ID           | Objekt-ID                                                                           |
| Bild         | Bild, ggf. zusätzlich mit Link zu weiteren Fotos im Medienarchiv Wikimedia Commons. |

## Döllinghausen
| Lage                        | Bezeichnung                | Beschreibung | ID       | Bild |
| --------------------------- | -------------------------- | --- | -------- | ---- |
| 52° 30′ 30″ N, 7° 46′ 59″ O | Döllinghausen 1, Grabhügel | Durchmesser ca. 16 m und Höhe ca. 1 m. Rund. Rand abgesetzt. Pflugspuren, Tiergänge.                                          | 28945935 | BW   |
| 52° 30′ 22″ N, 7° 47′ 9″ O  | Döllinghausen 2, Grabhügel | Durchmesser ca. 16 m und Höhe ca. 1 m. Rund. Rand gut abgesetzt, Kuppe abgeflacht. In der Kuppe eine kleine Mulde, Tiergänge. | 28945934 | BW   |
| 52° 30′ 27″ N, 7° 47′ 21″ O | Döllinghausen 3, Grabhügel | Durchmesser ca. 14 m und Höhe ca. 1,3 m. Rund. Rand abgesetzt, in der Kuppe eine flache Mulde sowie Tiergänge.                | 28945933 | BW   |

## Engelern
| Lage                       | Bezeichnung            | Beschreibung | ID       | Bild |
| -------------------------- | ---------------------- | --- | -------- | ---- |
| 52° 29′ 27″ N, 7° 45′ 2″ O | Engelern 5, Wasserburg | Frühe Neuzeit, 16. Jh. Ehemaliger Rittersitz Schlichthorst entstand durch den Fürstenauer Drost Eberhard Möring durch die Zusammenlegung mehrerer Bauernhöfe. Das heutige Herrenhaus steht in seinem westl. Bereich auf den Grundmauern eines turmartigen Steinwerkes. Ehemals Wasserburg mit einfacher Graftanlage. Gr. L. 100 m; gr. Br. ca. 80 m. Von der Graft ist heute noch der südwestl. und der östl. Bereich erhalten und wasserführend. Graft-Br. ca. 12 m. Der heutige Gebäudebestand umfasst ein einflügeliges zweigeschossiges Herrenhaus des 18./19. Jhs. und die im Jahre 1907 neu errichtete Kapelle. Die alte Kapelle ist vor 1800 abgebrochen worden, die Graft wurde in den 20er Jahren des 19. Jhs. teilweise verfüllt. Die Lage einer ehemaligen Vorburg ist unklar. Lt. Planskizze bei v. Bruch (1930, s. Lit. Abb. 302) lag diese nordöstl. der Hauptburg, lt. Eintrag in die Gaußsche Landesaufnahme (1834 - 1850) und im Mtbl. der Preußischen Landesaufnahme (Ausgabe 1897) erstreckte sich die Vorburg vermutlich nach SO. | 28954539 | BW   |

## Ost- und Westeroden
| Lage                        | Bezeichnung                         | Beschreibung | ID       | Bild |
| --------------------------- | ----------------------------------- | --- | -------- | ---- |
| 52° 30′ 24″ N, 7° 48′ 5″ O  | Ost- und Westeroden 101, Wegespuren | In WSW-ONO-Orientierung bis zu 7 parallele Hohlwege. Im W-Bereich zur Anlage eines Ackers verfüllt; im östl. Bereich auf einer L. von 50 m verfüllt. Bekannte Gesamtl. ca. 0,8 km; erhaltene L. ca. 0,6 km. Lichte Br. der einzelnen Hohlwege bis 15 m; T. bis 1,7 m; Sohl-Br. bis 2,5 m. Bei der Erweiterung der östl. gelegenen Sandgrube nach W Teilzerstörung der Wegespuren. - Teilstück ID: 37017826 | 28945936 | BW   |
| 52° 30′ 13″ N, 7° 48′ 1″ O  | Ost- und Westeroden 100, Grabhügel  | Durchmesser ca. 7,5 m und Höhe ca. 0,3 m. Fast rund. Rand schwach abgesetzt. | 28986039 | BW   |
| 52° 30′ 17″ N, 7° 48′ 13″ O | Ost- und Westeroden 116, Wegespuren | Hohlweg in SW-NO Richtung. L. 200 m; lichte Br. 7 m; Sohl-Br. 2 m; T. ca. 1 m. - Teilstück ID: 37017933 | 28949563 | BW   |

### Ost- und Westeroden 1
- ID: 28957068
- Grabhügelfeld mit 111 Grabhügeln von 4 – 18 m Dm. und 0,2 – 1,4 m H., darunter 3 Langhügel mit bis zu 39 m Länge. Im S-Bereich führen mehrere eingetiefte Wegespuren in SW-NO-Verlauf in eine nicht (mehr?) mit Gräbern belegte Fläche des Grabhügelfeldes hinein. Jüngere Bronzezeit/frühe Eisenzeit.

| Lage                        | Bezeichnung                         | Beschreibung | ID       | Bild |
| --------------------------- | ----------------------------------- | --- | -------- | ---- |
| 52° 30′ 18″ N, 7° 47′ 50″ O | Ost- und Westeroden 1               | Durchmesser ca. 11 m und Höhe ca. 0,7 m. Rund. Abgeflachte Kuppe. | 28946195 | BW   |
| 52° 30′ 17″ N, 7° 47′ 51″ O | Ost- und Westeroden 2               | Durchmesser ca. 7,5 m und Höhe ca. 0,4 m. Fast rund. Rand auslaufend. In der Kuppe eine flache Mulde.                                                                        | 28946194 | BW   |
| 52° 30′ 17″ N, 7° 47′ 52″ O | Ost- und Westeroden 3               | Durchmesser ca. 20 m und Höhe ca. 1,2 m. Fast rund. Rand abgesetzt, Kuppe abgeflacht. Tiergänge.                                                                             | 28988362 | BW   |
| 52° 30′ 17″ N, 7° 47′ 53″ O | Ost- und Westeroden 4               | Durchmesser ca. 11 m und Höhe ca. 0,5 m. Rund. Rand gut abgesetzt. In der Kuppe eine Mulde von 3 m Dm.                                                                       | 28946193 | BW   |
| 52° 30′ 17″ N, 7° 47′ 54″ O | Ost- und Westeroden 5               | Durchmesser ca. 9,5 m und Höhe ca. 0,2 m. Fast rund. Eintiefungen. | 28946192 | BW   |
| 52° 30′ 16″ N, 7° 47′ 54″ O | Ost- und Westeroden 6               | Durchmesser ca. 8,5 m und Höhe ca. 0,3 m. Rund. Flache Kuppenmulde, schwach abgesetzter Rand, abgeflachte Oberfläche.                                                        | 28946191 | BW   |
| 52° 30′ 16″ N, 7° 47′ 54″ O | Ost- und Westeroden 7               | Durchmesser ca. 8 m und Höhe ca. 0,3 m. Fast rund. Auslaufender Rand, flache Kuppenmulde, abgeflachte Oberfläche.                                                            | 28946190 | BW   |
| 52° 30′ 16″ N, 7° 47′ 55″ O | Ost- und Westeroden 8               | Durchmesser ca. 6,5 m und Höhe ca. 0,3 m. Rund. Kuppenmulde. | 28946189 | BW   |
| 52° 30′ 16″ N, 7° 47′ 55″ O | Ost- und Westeroden 9               | Durchmesser ca. 6 m und Höhe ca. 0,4 m. Rund. Abgeflachte Oberfläche. Schwach abgesetzter Rand, O-Rand angeschnitten.                                                        | 28946188 | BW   |
| 52° 30′ 15″ N, 7° 47′ 55″ O | Ost- und Westeroden 10              | Durchmesser ca. 7 m und Höhe ca. 0,25 m. Fast rund. Auslaufender Rand, in der Kuppe eine Mulde.                                                                              | 28946187 | BW   |
| 52° 30′ 17″ N, 7° 47′ 56″ O | Ost- und Westeroden 11              | Durchmesser ca. 7 m und Höhe ca. 0,3 m. Fast rund. Abgeflachte Oberfläche, flache Kuppenmulde.                                                                               | 28946186 | BW   |
| 52° 30′ 16″ N, 7° 47′ 56″ O | Ost- und Westeroden 12              | Durchmesser ca. 7,5 m und Höhe ca. 0,6 m. Fast rund. Abgesetzter Rand, flache Kuppenmulde.                                                                                   | 28946185 | BW   |
| 52° 30′ 16″ N, 7° 47′ 56″ O | Ost- und Westeroden 13              | Durchmesser ca. 7 m und Höhe ca. 0,4 m. Fast rund. Schwach abgesetzter Rand, flache Kuppenmulde.                                                                             | 28946184 | BW   |
| 52° 30′ 16″ N, 7° 47′ 56″ O | Ost- und Westeroden 14              | Durchmesser ca. 3,5 m und Höhe ca. 0,15 m. Fast rund. Auslaufender Rand, gestörte Oberfläche.                                                                                | 28946183 | BW   |
| 52° 30′ 17″ N, 7° 47′ 57″ O | Ost- und Westeroden 15              | Durchmesser ca. 7 m und Höhe ca. 0,3 m. Rund. Schwach abgesetzter Rand, flache Kuppenmulde.                                                                                  | 28946182 | BW   |
| 52° 30′ 17″ N, 7° 47′ 58″ O | Ost- und Westeroden 16              | Durchmesser ca. 7 m und Höhe ca. 0,2 m. Fast rund. Auslaufender Rand, flache Kuppenmulde.                                                                                    | 28946181 | BW   |
| 52° 30′ 17″ N, 7° 47′ 58″ O | Ost- und Westeroden 17              | Durchmesser ca. 5,5 m und Höhe ca. 0,2 m. Fast rund. | 28946180 | BW   |
| 52° 30′ 16″ N, 7° 47′ 57″ O | Ost- und Westeroden 18              | Durchmesser ca. 3,5 m und Höhe ca. 0,2 m. Fast rund. Auflaufender Rand, gestörte Oberfläche.                                                                                 | 28946179 | BW   |
| 52° 30′ 17″ N, 7° 47′ 58″ O | Ost- und Westeroden 19              | Durchmesser ca. 7 m und Höhe ca. 0,4 m. Rund. | 28946178 | BW   |
| 52° 30′ 16″ N, 7° 47′ 56″ O | Ost- und Westeroden 20              | Durchmesser ca. 4 m und Höhe ca. 0,3 m. Rund. | 28946081 | BW   |
| 52° 30′ 16″ N, 7° 47′ 56″ O | Ost- und Westeroden 21              | Durchmesser ca. 8 m und Höhe ca. 0,4 m. Fast rund. Schwach abgesetzter Rand, abgeflachte Oberfläche.                                                                         | 28946080 | BW   |
| 52° 30′ 16″ N, 7° 47′ 56″ O | Ost- und Westeroden 22              | Durchmesser ca. 4 m und Höhe ca. 0,15 m. Fast rund. Auslaufender Rand, gestörte Oberfläche.                                                                                  | 28946079 | BW   |
| 52° 30′ 15″ N, 7° 47′ 56″ O | Ost- und Westeroden 23              | Durchmesser ca. 4 m und Höhe ca. 0,15 m. Sehr flach, Kuppenmulde. | 28946078 | BW   |
| 52° 30′ 16″ N, 7° 47′ 56″ O | Ost- und Westeroden 24              | Durchmesser ca. 6 m und Höhe ca. 0,3 m. Rund. | 28946077 | BW   |
| 52° 30′ 16″ N, 7° 47′ 57″ O | Ost- und Westeroden 25              | Durchmesser ca. 3 m und Höhe ca. 0,2 m. Fast rund. Auslaufender Rand. | 28946076 | BW   |
| 52° 30′ 16″ N, 7° 47′ 57″ O | Ost- und Westeroden 26              | Durchmesser ca. 5 m und Höhe ca. 0,3 m. Fast rund. Dm. 5 m; H. 0,3 m. In der Kuppe eine flache Mulde.                                                                        | 28957081 | BW   |
| 52° 30′ 16″ N, 7° 47′ 57″ O | Ost- und Westeroden 27              | Durchmesser ca. 8,5 m und Höhe ca. 0,5 m. Rund. | 28946075 | BW   |
| 52° 30′ 15″ N, 7° 47′ 57″ O | Ost- und Westeroden 29              | Durchmesser ca. 7,5 m und Höhe ca. 0,3 m. Fast rund. Rand schwach abgesetzt. In der Kuppe eine flache Mulde.                                                                 | 28946074 | BW   |
| 52° 30′ 15″ N, 7° 47′ 57″ O | Ost- und Westeroden 30              | Durchmesser ca. 6,5 m und Höhe ca. 0,3 m. Fast rund. | 28946071 | BW   |
| 52° 30′ 15″ N, 7° 47′ 58″ O | Ost- und Westeroden 31              | Durchmesser ca. 6 m und Höhe ca. 0,3 m. Fast rund. Rand auslaufend. In der Kuppe eine flache Mulde.                                                                          | 28946072 | BW   |
| 52° 30′ 15″ N, 7° 47′ 58″ O | Ost- und Westeroden 32              | Durchmesser ca. 5 m und Höhe ca. 0,3 m. Rund. | 28946071 | BW   |
| 52° 30′ 15″ N, 7° 47′ 58″ O | Ost- und Westeroden 33              | Durchmesser ca. 6 m und Höhe ca. 0,25 m. Fast rund. Rand flach auslaufend.                                                                                                   | 28946070 | BW   |
| 52° 30′ 15″ N, 7° 47′ 58″ O | Ost- und Westeroden 34              | Durchmesser ca. 15 m und Höhe ca. 1 m. Rund. Abgeflachte Kuppe, darin eine Mulde.                                                                                            | 28946069 | BW   |
| 52° 30′ 14″ N, 7° 47′ 59″ O | Ost- und Westeroden 35              | Durchmesser ca. 9,5 m und Höhe ca. 0,3 m. Fast rund. Rand auslaufend. In der Kuppe eine flache Mulde.                                                                        | 28946068 | BW   |
| 52° 30′ 15″ N, 7° 47′ 58″ O | Ost- und Westeroden 36              | Durchmesser ca. 6 m und Höhe ca. 0,3 m. Fast rund. Rand auslaufend. In der Kuppe eine flache Mulde.                                                                          | 28946067 | BW   |
| 52° 30′ 16″ N, 7° 47′ 58″ O | Ost- und Westeroden 37              | Durchmesser ca. 7 m und Höhe ca. 0,3 m. Rund. Rand auslaufend. In der Mitte eine flache Mulde.                                                                               | 28946066 | BW   |
| 52° 30′ 16″ N, 7° 47′ 58″ O | Ost- und Westeroden 38              | Durchmesser ca. 6 m und Höhe ca. 0,2 m. Fast rund. Rand auslaufend. In der Kuppe eine flache Mulde.                                                                          | 28946065 | BW   |
| 52° 30′ 15″ N, 7° 47′ 58″ O | Ost- und Westeroden 39              | Durchmesser ca. 5,5 m und Höhe ca. 0,35 m. Fast rund. Rand auslaufend. In der Kuppe eine flache Mulde.                                                                       | 28946064 | BW   |
| 52° 30′ 17″ N, 7° 47′ 58″ O | Ost- und Westeroden 40              | Durchmesser ca. 5 m und Höhe ca. 0,15 m. Fast rund. Auslaufender Rand. | 28946063 | BW   |
| 52° 30′ 16″ N, 7° 47′ 59″ O | Ost- und Westeroden 41              | Durchmesser ca. 7,5 m und Höhe ca. 0,5 m. Rund. Rand abgesetzt. In der Kuppe eine flache Mulde.                                                                              | 28946062 | BW   |
| 52° 30′ 16″ N, 7° 47′ 59″ O | Ost- und Westeroden 42              | Durchmesser ca. 7 m und Höhe ca. 0,4 m. Fast rund. Rand auslaufend. In der Mitte flache Eingrabungen.                                                                        | 28946061 | BW   |
| 52° 30′ 16″ N, 7° 47′ 58″ O | Ost- und Westeroden 43              | Durchmesser ca. 6 m und Höhe ca. 0,3 m. Fast rund. Rand auslaufend. Pflugspuren.                                                                                             | 28946060 | BW   |
| 52° 30′ 16″ N, 7° 47′ 59″ O | Ost- und Westeroden 44              | Durchmesser ca. 7 m und Höhe ca. 0,4 m. Rund. Rand auslaufend. Pflugspuren.                                                                                                  | 28946059 | BW   |
| 52° 30′ 16″ N, 7° 47′ 58″ O | Ost- und Westeroden 45              | Durchmesser ca. 7,5 m und Höhe ca. 0,4 m. Rund. Rand abgesetzt. In der Kuppe eine flache Mulde.                                                                              | 28946058 | BW   |
| 52° 30′ 16″ N, 7° 47′ 59″ O | Ost- und Westeroden 46              | Größe ca. 5 × 4 m und Höhe ca. 0,2 m. Oval (in 0-W Richtung). Auslaufender Rand.                                                                                             | 28946057 | BW   |
| 52° 30′ 16″ N, 7° 48′ 0″ O  | Ost- und Westeroden 47              | Durchmesser ca. 6 m und Höhe ca. 0,2 m. Fast rund. Auslaufender Rand, gestörte Oberfläche.                                                                                   | 28946056 | BW   |
| 52° 30′ 16″ N, 7° 48′ 0″ O  | Ost- und Westeroden 48              | Größe ca. 5 × 4 m und Höhe ca. 0,15 m. Oval. (in O-W-Richtung). Auslaufender Rand, gestörte Oberfläche.                                                                      | 28946055 | BW   |
| 52° 30′ 16″ N, 7° 48′ 0″ O  | Ost- und Westeroden 49              | Durchmesser ca. 5,5 m und Höhe ca. 0,35 m. Rund. Rand gut abgesetzt. In der Kuppe eine flache Mulde.                                                                         | 28946054 | BW   |
| 52° 30′ 16″ N, 7° 48′ 0″ O  | Ost- und Westeroden 50              | Durchmesser ca. 6 m und Höhe ca. 0,4 m. Rund. Rand gut abgesetzt. In der Kuppe eine flache Mulde.                                                                            | 28946053 | BW   |
| 52° 30′ 16″ N, 7° 47′ 59″ O | Ost- und Westeroden 51              | Durchmesser ca. 5,5 m und Höhe ca. 0,4 m. Fast rund. Rand abgesetzt. In der Kuppe eine flache Mulde.                                                                         | 28946052 | BW   |
| 52° 30′ 15″ N, 7° 47′ 58″ O | Ost- und Westeroden 52              | Durchmesser ca. 5 m und Höhe ca. 0,25 m. Fast rund. Rand auslaufend. In der Kuppe eine flache Mulde.                                                                         | 28945956 | BW   |
| 52° 30′ 15″ N, 7° 47′ 59″ O | Ost- und Westeroden 53              | Durchmesser ca. 6 m und Höhe ca. 0,3 m. Fast rund. Rand gut abgesetzt. In der Kuppe eine flache Mulde.                                                                       | 28945955 | BW   |
| 52° 30′ 15″ N, 7° 47′ 59″ O | Ost- und Westeroden 54              | Durchmesser ca. 5 m und Höhe ca. 0,3 m. Fast rund. Auslaufender Rand, flache Kuppenmulde.                                                                                    | 28945954 | BW   |
| 52° 30′ 15″ N, 7° 47′ 59″ O | Ost- und Westeroden 55              | Durchmesser ca. 5,5 m und Höhe ca. 0,4 m. Fast rund. Rand gut abgesetzt. In der Kuppe eine flache Mulde.                                                                     | 28945953 | BW   |
| 52° 30′ 15″ N, 7° 48′ 0″ O  | Ost- und Westeroden 56              | Durchmesser ca. 5 m und Höhe ca. 0,3 m. Rund. | 28945952 | BW   |
| 52° 30′ 15″ N, 7° 48′ 0″ O  | Ost- und Westeroden 57              | Durchmesser ca. 5 m und Höhe ca. 0,2 m. Fast rund. Auslaufender Rand, in der Kuppe eine flache Mulde.                                                                        | 28945951 | BW   |
| 52° 30′ 16″ N, 7° 48′ 0″ O  | Ost- und Westeroden 58              | Durchmesser ca. 5 m und Höhe ca. 0,2 m. Fast rund. Rand schwach abgesetzt. In der Kuppe eine flache Mulde.                                                                   | 28945950 | BW   |
| 52° 30′ 15″ N, 7° 48′ 1″ O  | Ost- und Westeroden 59              | Durchmesser ca. 6,5 m und Höhe ca. 0,45 m. Rund. In der Kuppe eine flache Mulde.                                                                                             | 28945949 | BW   |
| 52° 30′ 15″ N, 7° 48′ 0″ O  | Ost- und Westeroden 60              | Durchmesser ca. 6 m und Höhe ca. 0,3 m. Fast rund. Rand schwach abgesetzt.                                                                                                   | 28945948 | BW   |
| 52° 30′ 15″ N, 7° 48′ 0″ O  | Ost- und Westeroden 61              | Durchmesser ca. 8 m und Höhe ca. 0,4 m. Fast rund. Rand schwach abgesetzt.                                                                                                   | 28945947 | BW   |
| 52° 30′ 15″ N, 7° 48′ 0″ O  | Ost- und Westeroden 62              | Durchmesser ca. 4,5 m und Höhe ca. 0,2 m. Fast rund. Rand auslaufend, flache Kuppenmulde.                                                                                    | 28945946 | BW   |
| 52° 30′ 15″ N, 7° 47′ 59″ O | Ost- und Westeroden 63              | Durchmesser ca. 5 m und Höhe ca. 0,3 m. Fast rund. Auslaufender Rand, flache Kuppenmulde.                                                                                    | 28945945 | BW   |
| 52° 30′ 15″ N, 7° 47′ 59″ O | Ost- und Westeroden 64              | Größe ca. 13 × 8,5 m und Höhe ca. 0,6 m. Oval.(O-W Richtung) Rand schwach abgesetzt, flache Kuppenmulde.                                                                     | 28945944 | BW   |
| 52° 30′ 14″ N, 7° 48′ 0″ O  | Ost- und Westeroden 65              | Durchmesser ca. 3,5 m und Höhe ca. 0,1 m. Fast rund. Abgeflachte Oberfläche, flache Kuppenmulde.                                                                             | 28945943 | BW   |
| 52° 30′ 15″ N, 7° 48′ 0″ O  | Ost- und Westeroden 66              | Durchmesser ca. 4,5 m und Höhe ca. 0,2 m. Fast rund. Rand gut abgesetzt, flache Kuppenmulde.                                                                                 | 28945942 | BW   |
| 52° 30′ 15″ N, 7° 48′ 1″ O  | Ost- und Westeroden 67              | Durchmesser ca. 8 m und Höhe ca. 0,4 m. Fast rund. Rand schwach abgesetzt, flache Kuppenmulde.                                                                               | 28945941 | BW   |
| 52° 30′ 15″ N, 7° 48′ 1″ O  | Ost- und Westeroden 68              | Durchmesser ca. 6 m und Höhe ca. 0,3 m. Fast rund. Rand schwach abgesetzt, flache Kuppenmulde.                                                                               | 28945940 | BW   |
| 52° 30′ 16″ N, 7° 48′ 1″ O  | Ost- und Westeroden 69              | Durchmesser ca. 4,5 m und Höhe ca. 0,3 m. Fast rund. Rand schwach abgesetzt.                                                                                                 | 28945939 | BW   |
| 52° 30′ 16″ N, 7° 48′ 2″ O  | Ost- und Westeroden 70              | Durchmesser ca. 7,5 m und Höhe ca. 0,5 m. Fast rund. Rand schwach abgesetzt, flache Kuppenmulde.                                                                             | 28945938 | BW   |
| 52° 30′ 16″ N, 7° 48′ 1″ O  | Ost- und Westeroden 71              | Durchmesser ca. 5 m und Höhe ca. 0,2 m. Fast rund. Auslaufender Rand, flache Kuppenmulde.                                                                                    | 28945937 | BW   |
| 52° 30′ 16″ N, 7° 48′ 1″ O  | Ost- und Westeroden 72              | Durchmesser ca. 5 m und Höhe ca. 0,3 m. Fast rund. Auslaufender Rand, flache Kuppenmulde.                                                                                    | 28986067 | BW   |
| 52° 30′ 15″ N, 7° 48′ 2″ O  | Ost- und Westeroden 73              | Durchmesser ca. 6 m und Höhe ca. 0,3 m. Fast rund. Rand schwach abgesetzt.                                                                                                   | 28986066 | BW   |
| 52° 30′ 15″ N, 7° 48′ 1″ O  | Ost- und Westeroden 74              | Durchmesser ca. 5 m und Höhe ca. 0,3 m. Fast rund. Auslaufender Rand, flache Kuppenmulde.                                                                                    | 28986065 | BW   |
| 52° 30′ 14″ N, 7° 48′ 2″ O  | Ost- und Westeroden 75              | Durchmesser ca. 9,5 m und Höhe ca. 0,75 m. Fast rund. Rand abgesetzt. | 28986064 | BW   |
| 52° 30′ 15″ N, 7° 48′ 3″ O  | Ost- und Westeroden 76              | Durchmesser ca. 9,5 m und Höhe ca. 0,75 m. Fast rund. Rand abgesetzt. | 28986063 | BW   |
| 52° 30′ 15″ N, 7° 48′ 3″ O  | Ost- und Westeroden 77              | Durchmesser ca. 10 m und Höhe ca. 0,75 m. Fast rund. Rand abgesetzt, flache Kuppenmulde, Tiergänge.                                                                          | 28986062 | BW   |
| 52° 30′ 15″ N, 7° 48′ 4″ O  | Ost- und Westeroden 78              | Durchmesser ca. 7 m und Höhe ca. 0,5 m. Fast rund. Flache Kuppenmulde. Rand gut abgesetzt.                                                                                   | 28986061 | BW   |
| 52° 30′ 15″ N, 7° 48′ 4″ O  | Ost- und Westeroden 79              | Durchmesser ca. 6,5 m und Höhe ca. 0,3 m. Fast rund. Rand schwach abgesetzt.                                                                                                 | 28986060 | BW   |
| 52° 30′ 16″ N, 7° 48′ 5″ O  | Ost- und Westeroden 80              | Durchmesser ca. 5,5 m und Höhe ca. 0,2 m. Fast rund. Rand schwach abgesetzt.                                                                                                 | 28986059 | BW   |
| 52° 30′ 16″ N, 7° 48′ 4″ O  | Ost- und Westeroden 81              | Durchmesser ca. 14 m und Höhe ca. 0,9 m. Rund. Von flachen schlüssellochförmigen Graben umgeben, dessen „Bart“ nach ONO zeigt. Gesamtl. 22 m. Flache Kuppenmulde, Tiergänge. | 28986058 | BW   |
| 52° 30′ 17″ N, 7° 48′ 4″ O  | Ost- und Westeroden 82              | Durchmesser ca. 8 m und Höhe ca. 0,55 m. Rund. Rand gut abgesetzt, flache Kuppenmulde.                                                                                       | 28986057 | BW   |
| 52° 30′ 16″ N, 7° 48′ 4″ O  | Ost- und Westeroden 83              | Durchmesser ca. 4 m und Höhe ca. 0,25 m. Fast rund. Rand schwach abgesetzt, flache Kuppenmulde.                                                                              | 28986056 | BW   |
| 52° 30′ 17″ N, 7° 48′ 5″ O  | Ost- und Westeroden 84              | Durchmesser ca. 6,5 m und Höhe ca. 0,35 m. Fast rund. Rand gut abgesetzt, flache Kuppenmulde.                                                                                | 28986055 | BW   |
| 52° 30′ 17″ N, 7° 48′ 5″ O  | Ost- und Westeroden 85              | Durchmesser ca. 7 m und Höhe ca. 0,4 m. Fast rund. Rand schwach abgesetzt, flache Kuppenmulde.                                                                               | 28986054 | BW   |
| 52° 30′ 17″ N, 7° 48′ 5″ O  | Ost- und Westeroden 86              | Durchmesser ca. 5 m und Höhe ca. 0,35 m. Fast rund. Rand auslaufend, flache Kuppenmulde.                                                                                     | 28986053 | BW   |
| 52° 30′ 18″ N, 7° 48′ 5″ O  | Ost- und Westeroden 87              | Durchmesser ca. 7 m und Höhe ca. 0,4 m. Fast rund.Rand auslaufend, flache Kuppenmulde.                                                                                       | 28986052 | BW   |
| 52° 30′ 18″ N, 7° 48′ 6″ O  | Ost- und Westeroden 88              | Durchmesser ca. 10 m und Höhe ca. 0,4 m. Fast rund. Rand schwach abgesetzt.                                                                                                  | 28986051 | BW   |
| 52° 30′ 18″ N, 7° 48′ 6″ O  | Ost- und Westeroden 89              | Durchmesser ca. 7 m und Höhe ca. 0,4 m. Fast rund. Dm. 7 m; H. 0,4 m. Rand schwach abgesetzt, über die Kuppe verläuft ein Waldpfad.                                          | 28986050 | BW   |
| 52° 30′ 17″ N, 7° 48′ 7″ O  | Ost- und Westeroden 90              | Durchmesser ca. 6,5 m und Höhe ca. 0,4 m. Fast rund. Rand schwach abgesetzt, über die Kuppe verläuft ein Pfad.                                                               | 28986049 | BW   |
| 52° 30′ 17″ N, 7° 48′ 8″ O  | Ost- und Westeroden 91              | Durchmesser ca. 6,5 m und Höhe ca. 0,4 m. Rund. Rand schwach abgesetzt. | 28986048 | BW   |
| 52° 30′ 17″ N, 7° 48′ 8″ O  | Ost- und Westeroden 92              | Durchmesser ca. 6 m und Höhe ca. 0,25 m. Fast rund. Rand schwach abgesetzt.                                                                                                  | 28986047 | BW   |
| 52° 30′ 17″ N, 7° 48′ 7″ O  | Ost- und Westeroden 93              | Durchmesser ca. 5 m und Höhe ca. 0,25 m. Fast rund. Rand schwach abgesetzt.                                                                                                  | 28986046 | BW   |
| 52° 30′ 17″ N, 7° 48′ 7″ O  | Ost- und Westeroden 94              | Durchmesser ca. 5 m und Höhe ca. 0,25 m. Fast rund. Rand schwach abgesetzt.                                                                                                  | 28986045 | BW   |
| 52° 30′ 16″ N, 7° 48′ 7″ O  | Ost- und Westeroden 95              | Durchmesser ca. 6 m und Höhe ca. 0,3 m. Rund. Rand schwach abgesetzt. | 28986044 | BW   |
| 52° 30′ 17″ N, 7° 48′ 6″ O  | Ost- und Westeroden 96              | Durchmesser ca. 7,5 m und Höhe ca. 0,4 m. Fast rund. Rand schwach abgesetzt, flache Kuppenmulde.                                                                             | 28986043 | BW   |
| 52° 30′ 16″ N, 7° 48′ 6″ O  | Ost- und Westeroden 97              | Durchmesser ca. 7,5 m und Höhe ca. 0,4 m. Fast rund. Rand schwach abgesetzt, flache Kuppenmulde.                                                                             | 28986042 | BW   |
| 52° 30′ 16″ N, 7° 48′ 7″ O  | Ost- und Westeroden 98              | Größe ca. 39 × 5,7 m und Höhe ca. 0,5 m. Langhügel in WSW-ONO-Orientierung. Rand abgesetzt. Wird von Schneise geschnitten.                                                   | 28986041 | BW   |
| 52° 30′ 15″ N, 7° 48′ 5″ O  | Ost- und Westeroden 99              | Durchmesser ca. 6,5 m und Höhe ca. 0,3 m. Fast rund. Rand schwach abgesetzt.                                                                                                 | 28986040 | BW   |
| 52° 30′ 17″ N, 7° 47′ 55″ O | Ost- und Westeroden 105             | Größe ca. 30 × 4,5 m und Höhe ca. 0,4 m. Langhügel. In WNW-OSO-Richtung. | 28985946 | BW   |
| 52° 30′ 15″ N, 7° 47′ 56″ O | Ost- und Westeroden 106             | Größe ca. 35 × 4 m und Höhe ca. 0,4 m. Langhügel. In WNW-OSO-Orientierung.                                                                                                   | 28985945 | BW   |
| 52° 30′ 18″ N, 7° 47′ 58″ O | Ost- und Westeroden 107             | Durchmesser ca. 14 m und Höhe ca. 0,7 m. Annähernd rund. W-Bereich am Ackerrand tw. abgetragen.                                                                              | 28985944 | BW   |
| 52° 30′ 19″ N, 7° 47′ 58″ O | Ost- und Westeroden 108             | Durchmesser ca. 13 m und Höhe ca. 0,4 m. Unförmig. Kuppe abgeflacht, Rand auslaufend.                                                                                        | 28985943 | BW   |
| 52° 30′ 20″ N, 7° 47′ 58″ O | Ost- und Westeroden 109             | Durchmesser ca. 7,5 m und Höhe ca. 0,3 m. Rund. Kuppe abgeflacht. Ränder abgesetzt.                                                                                          | 28985942 | BW   |
| 52° 30′ 20″ N, 7° 48′ 0″ O  | Ost- und Westeroden 110             | Durchmesser ca. 6,5 m und Höhe ca. 0,5 m. Rund. Über den Hügel verläuft eine Fahrspur.                                                                                       | 28985941 | BW   |
| 52° 30′ 18″ N, 7° 48′ 11″ O | Ost- und Westeroden 111             | Durchmesser ca. 8 m und Höhe ca. 0,4 m. Rund. Durch Pflanzungsfurchen gestört.                                                                                               | 28985940 | BW   |
| 52° 30′ 16″ N, 7° 48′ 6″ O  | Ost- und Westeroden 112             | Durchmesser ca. 4 m und Höhe ca. 0,3 m. Rund. | 28985939 | BW   |
| 52° 30′ 16″ N, 7° 48′ 6″ O  | Ost- und Westeroden 113             | Durchmesser ca. 5 m und Höhe ca. 0,3 m. Rund. | 28985938 | BW   |
| 52° 30′ 17″ N, 7° 48′ 6″ O  | Ost- und Westeroden 114             | Durchmesser ca. 5 m und Höhe ca. 0,4 m. Rund. | 28985937 | BW   |
| 52° 30′ 15″ N, 7° 48′ 5″ O  | Ost- und Westeroden 115             | Durchmesser ca. 5 m und Höhe ca. 0,3 m. Rund. | 28985936 | BW   |
| 52° 30′ 17″ N, 7° 48′ 4″ O  | Ost- und Westeroden 118, Wegespuren | Mehrere flache, schwach eingetiefte Wegespuren in SW-NO-Richtung, schwach bogenförmig. direkt nördl. des Witte Weges.                                                        | 28902998 | BW   |
| 52° 30′ 16″ N, 7° 47′ 57″ O | Ost- und Westeroden 119             | Durchmesser ca. 7 m und Höhe ca. 0,4 m. Rund. Kuppenmulde, Rand außer im W-Bereich gut abgesetzt.                                                                            | 32862726 | BW   |
| 52° 30′ 16″ N, 7° 47′ 57″ O | Ost- und Westeroden 120             | Durchmesser ca. 5 m und Höhe ca. 0,3 m. Rund. Rand schwach abgesetzt. | 32862741 | BW   |
| 52° 30′ 16″ N, 7° 47′ 55″ O | Ost- und Westeroden 121             | Durchmesser ca. 3,5 m und Höhe ca. 0,25 m. Rund. Rand im W gut abgesetzt. | 32862747 | BW   |

## Plaggenschale
| Lage                        | Bezeichnung                 | Beschreibung | ID       | Bild |
| --------------------------- | --------------------------- | --- | -------- | ---- |
| 52° 29′ 30″ N, 7° 48′ 8″ O  | Plaggenschale 1, Grabhügel  | Durchmesser ca. 12 m und Höhe ca. 1,3 m. Rund. Rand schlecht abgesetzt. Kuppenmulde.                                 | 28945932 | BW   |
| 52° 29′ 26″ N, 7° 48′ 18″ O | Plaggenschale 7, Grabhügel  | Durchmesser ca. 10 m und Höhe ca. 0,8 m. Rund. Flache Mulde im Zentrum. Kuppenmulde.                                 | 28945931 | BW   |
| 52° 29′ 25″ N, 7° 48′ 20″ O | Plaggenschale 8, Grabhügel  | Durchmesser ca. 12 m und Höhe ca. 0,5 m. Rund. Rand auslaufend. Pflugspuren.                                         | 28945930 | BW   |
| 52° 29′ 26″ N, 7° 48′ 22″ O | Plaggenschale 9, Grabhügel  | Durchmesser ca. 22 m und Höhe ca. 1,4 m. Rund. Rand abgesetzt. Pflugspuren.                                          | 28945929 | BW   |
| 52° 29′ 28″ N, 7° 48′ 28″ O | Plaggenschale 10, Grabhügel | Durchmesser ca. 14 m und Höhe ca. 1,5 m. Rund. Rand abgesetzt. Mulde im Zentrum.                                     | 28945928 | BW   |
| 52° 29′ 30″ N, 7° 48′ 31″ O | Plaggenschale 11, Grabhügel | Durchmesser ca. 15 m und Höhe ca. 1,5 m. Rund. Rand auslaufend. Tierbaue.                                            | 28945927 | BW   |
| 52° 29′ 30″ N, 7° 48′ 32″ O | Plaggenschale 12, Grabhügel | Durchmesser ca. 19 m und Höhe ca. 1 – 1,8 m. Flache Einkuhlung.                                                      | 28945926 | BW   |
| 52° 29′ 31″ N, 7° 48′ 42″ O | Plaggenschale 13, Grabhügel | Durchmesser ca. 16 m und Höhe ca. 1,1 m. Rund. Rand abgesetzt. Im O durch Grenzwall angeschnitten. Mulde im Zentrum. | 28945828 | BW   |
| 52° 29′ 25″ N, 7° 48′ 32″ O | Plaggenschale 14, Grabhügel | Durchmesser ca. 20 m und Höhe ca. 1,5 m. Rund. Rand auslaufend. S-Seite gestört, Tierbaue.                           | 28945827 | BW   |
| 52° 29′ 24″ N, 7° 48′ 30″ O | Plaggenschale 15, Grabhügel | Durchmesser ca. 10 m und Höhe ca. 0,5 m. Rund. Rand auslaufend. Oberfläche gestört, überpflügt.                      | 28945826 | BW   |
| 52° 29′ 24″ N, 7° 48′ 31″ O | Plaggenschale 16, Grabhügel | Durchmesser ca. 13 m und Höhe ca. 0,8 m. Rund. Rand auslaufend. Ränder überpflügt.                                   | 28945825 | BW   |
| 52° 29′ 24″ N, 7° 48′ 33″ O | Plaggenschale 17, Grabhügel | Durchmesser ca. 15 m und Höhe ca. 1 m. Rund. Rand auslaufend. Kuppenmulde.                                           | 28945824 | BW   |